# 浮田 (宮崎市)
浮田（うきた）とは、宮崎県宮崎市内の地名。正式には「宮崎市大字浮田」の表記となる。生目地域自治区に属している。郵便番号は880-2104。

## 地理
宮崎市の中西部、生目地域自治区に属する。旧国道10号を中心とし、ロードサイド店舗や住宅街が広がるほか、農地となっている地域もある。
北を大字柏原、東を大字小松（上小松）、南東を大塚台西1丁目、南を大字生目、西を大字富吉・大字長嶺・大字細江と接する。

## 歴史
- 1889年（明治22年）5月1日 - 町村制の施行により、宮崎郡浮田村・生目村・細江村・長嶺村・跡江村・富吉村・柏原村・小松村の区域をもって生目村が発足。
- 1963年（昭和38年）4月1日 - 宮崎市が生目村を編入。大字浮田が成立。
- 1975年（昭和50年） - 浮田から大塚台西が独立。
- 2006年（平成18年）1月1日 - 生目地域自治区に所属となる。

## 世帯数と人口
2023年（令和5年）8月1日現在の世帯数と人口は以下の通りである。
| 町丁     | 世帯数  | 人口   |
| -------- | ------- | ------ |
| 大字浮田 | 941世帯 | 2268人 |

## 小・中学校の学区
市立小・中学校に通う場合、学区は以下の通りとなる。小学校は同一だが、中学校は地域により異なる地区がある。
| 町名     | 小学校             | 中学校               |
| -------- | ------------------ | -------------------- |
| 大字浮田 | 宮崎市立生目小学校 | 宮崎市立生目中学校   |
| 大字浮田 | 宮崎市立生目小学校 | 宮崎市立生目南中学校 |

## 交通

### バス
宮交グループの運営するバスが営業している。

### 道路
- 東九州自動車道
- 国道10号（宮崎西バイパス）
- 宮崎県道9号宮崎西環状線
- 宮崎県道334号生目浮田線

## 施設
- 宮崎市役所生目地域センター
- 宮崎市立生目南中学校
- 宮崎市立生目小学校
- 宮崎生目郵便局